# Ophthalmolepis
 Ophthalmolepis és un gènere de peixos de la família dels làbrids i de l'ordre dels perciformes.

## Taxonomia
- Ophthalmolepis lineolata (Valenciennes a Cuvier i Valenciennes, 1839)[2][3][4]